# Грушівська сільська рада (Миронівський район)
| Грушівська сільська рада — орган місцевого самоврядування у Миронівському районі Київської області з адміністративним центром у с. Грушів. Історична дата утворення: в 1922 році. Сільській раді підпорядковані населені пункти: - с. Грушів - с. Ведмедівка - с. Дударі - с. Ходорів |

## Склад ради
Рада складається з 12 депутатів та голови.

### Керівний склад ради
| ПІБ                            | Основні відомості                                                 | Дата обрання | Дата звільнення |
| ------------------------------ | ----------------------------------------------------------------- | ------------ | --------------- |
| Сіненко Катерина Володимирівна | Сільський голова, 1953 року народження, освіта, позапартійна      | 26.03.2006   | 31.10.2010      |
| Нероба Тетяна Василівна        | Сільський голова, 1963 року народження, освіта вища, позапартійна | 31.10.2010   |                 |

Примітка: таблиця складена за даними джерела